# 上坪站 (咸鏡南道)
上坪站（韓語：상평역）是朝鮮民主主義人民共和國咸鏡南道长津郡的一個鐵路車站，属于长津线。

## 邻近车站
长津线
富盛站 - 上坪站 - 长津站